# Stevie Salas
Stevie Salas est un guitariste américain d'origine apache né le 17 novembre 1965 à San Diego (Californie).

## Biographie
Fortement influencé par le son de Jimi Hendrix, Stevie Salas commence sa carrière en 1985 à Los Angeles. George Clinton le découvre en 1986. Quatre ans plus tard, en 1990, il sort son premier album intitulé Color Code. Puis il enchaîne avec les albums Stuff, en 1991, et Electric Pow Wow, en 1994, lequel est enregistré aux côtés de Glenn Hughes, l'un des bassistes de Deep Purple,. Il apparaît dans la liste des « 50 Greatests Guitarists All of Time » du magazine Guitar Player en 1996. 
Il est connu pour sa participation aux albums de George Clinton, ainsi que sa collaboration avec différents artistes comme Richie Kotzen, TM Stevens, Mick Jagger, Sass Jordan, Rod Stewart, le groupe INXS, Bootsy Collins ou encore Bernard Fowler. Il a également réalisé plusieurs albums solo avec son groupe Stevie Salas Colorcode, dans lequel il est également chanteur,.
Son jeu est principalement composé d'influences funk, blues et hard rock. Il est connu pour sa grande technicité, son groove, et son utilisation des effets.
En 2011 à Montréal, il fonde Rezolution Pictures, une société de production de films, de documentaires et de séries télévisées. En 2014, Salas publie un livre co-écrit et intitulé When We Were the Boys: Coming of Age on Rod Stewart's Out of Order Tour.